# Long Eaton
Long Eaton – miasto w Anglii, w hrabstwie Derbyshire, w dystrykcie Erewash. Leży na zachodnim brzegu rzeki Erewash, 14 km na wschód od miasta Derby i 174 km na północny zachód od Londynu. Miasto liczy 45 000 mieszkańców.